# Heinrich Hettrich
Heinrich Hettrich (* 8. Oktober 1947 in Saarbrücken-Scheidt; † 9. Juni 2020) war ein deutscher Indogermanist. 

## Leben
Er legte 1966 in St. Ingbert das Abitur ab. Anschließend studierte er vergleichende indogermanische Sprachwissenschaft, klassische Philologie, Indo-Iranistik und ältere Germanistik an der Universität des Saarlandes und der Universität Gießen. 1971 erwarb er den Magister Artium an der Universität des Saarlandes, wo er drei Jahre später auch promovierte. 1984 habilitierte er sich für das Fach Indogermanische Sprachwissenschaft an der Universität München. Nach Lehrtätigkeiten an den Universitäten Salzburg und Zürich sowie der Vertretung einer C4-Professur für Vergleichende Sprachwissenschaft an der Universität Marburg erhielt er einen Ruf nach Würzburg. Er war seit 1989 Lehrstuhlinhaber für Vergleichende Sprachwissenschaft an der Universität Würzburg, die 2014 die Bene Merenti-Medaille in Gold verlieh. In seiner letzten Amtsperiode als Dekan war er an der Zusammenlegung der Philosophischen Fakultäten I und II sowie der Fakultät für Geowissenschaften zur gemeinsamen neuen Philosophischen Fakultät beteiligt.
Von 1996 bis 2008 war er im Vorstand der Indogermanischen Gesellschaft tätig und Herausgeber der Gesellschaftszeitschrift Kratylos. Seine Forschungsgebiete waren Vergleiche altindogermanischer Sprachen, wie Vedisches Sanskrit, Griechisch, Latein, besonders im Bereich der Syntax, Germanistik und die indogermanische Kultur.

## Schriften (Auswahl)
- Kontext und Aspekt in der altgriechischen Prosa Herodots (= Zeitschrift für vergleichende Sprachforschung. Ergänzungsheft 25). Vandenhoeck und Ruprecht, Göttingen 1976, ISBN 3-525-26213-2 (zugleich Dissertation, Saarbrücken 1974).
- Untersuchungen zur Hypotaxe im Vedischen (= Untersuchungen zur indogermanischen Sprach- und Kulturwissenschaft. N.F.. Band 4). De Gruyter, Berlin/New York 1988, ISBN 90-04-16501-0 (zugleich Habilitationsschrift, München 1984).
- Der Agens in passivischen Sätzen altindogermanischer Sprachen (= Nachrichten der Akademie der Wissenschaften zu Göttingen, Philologisch-Historische Klasse. Jahrgang 1990, Nummer 2). Vandenhoeck und Ruprecht, Göttingen 1990, OCLC 476317750.
- als Herausgeber mit Thomas Oberlies: Hanns Oertel: Kleine Schriften (= Glasenapp-Stiftung. Band 32). Steiner, Stuttgart 1994, ISBN 3-515-05417-0.
- als Herausgeber mit Peter-Arnold Mumm und Wolfgang Hock: Verba et structurae. Festschrift für Klaus Strunk zum 65. Geburtstag (= Innsbrucker Beiträge zur Sprachwissenschaft. Band 83). Inst. für Sprachwiss., Innsbruck 1995, ISBN 3-85124-653-5.
- als Herausgeber: Indogermanische Syntax. Fragen und Perspektiven. Reichert, Wiesbaden 2002, ISBN 3-89500-294-1.
- als Herausgeber mit Norbert Oettinger, Peter-Arnold Mumm und Wolfgang Hock: Klaus Strunk: Kleine Schriften (= Innsbrucker Beiträge zur Sprachwissenschaft. Band 120). Inst. für Sprachen und Literaturen, Abt. Sprachwiss., Innsbruck 2005, ISBN 3-85124-703-5.
- als Herausgeber mit Astrid van Nahl: Günter Neumann: Namenstudien zum Altgermanischen (= Ergänzungsbände zum Reallexikon der Germanischen Altertumskunde. Band 59). De Gruyter, Berlin/New York 2008, ISBN 978-3-11-020100-0.
- mit Karin Stüber: Infinitivische Konstruktionen im Rgveda und bei Homer (= Abhandlungen der Akademie der Wissenschaften und der Literatur. Band 2018.2). Franz Steiner Verlag, Stuttgart 2018, ISBN 3-515-12097-1.